# ヘッティンゲン
ヘッティンゲン (ドイツ語: Höttingen) は、ドイツ連邦共和国バイエルン州ミッテルフランケン行政管区のヴァイセンブルク＝グンツェンハウゼン郡に属す町村（以下、本項では便宜上「町」と記述する）である。

## 地理

### 位置
教会町ヘッティンゲンは、西ミッテルフランケン地方、郡庁所在地ヴァイセンブルクの北東約 5 km に位置している。地元ではミュールバッハあるいはシュライファースバッハとも呼ばれるフェルヒバッハ川が町内を流れており、中核地区のやや南東でフロムバッハ川がこれに合流する。ヘッティンゲンの東に数多くの水源が存在する。町域は、アルバッハ川やオットマールスフェルダー・グラーベン川の水源地である。ヘッティンゲンおよびヴァイボルツハウゼン地区は東経11度の経線上に位置している。町域は大部分が草地や農地の開けた地形で、北端、南端、東端だけに濃い森がある。ヘッティンゲンは、フレンキシェ・アルプの一部であるヴァイセンブルガー・アルプの北側の断崖沿いに位置している。町の南には高さ 603 m のロールベルクがある。州道2389号線が町内を通っている。フィーゲンシュタルの北西にはジオトープに指定されているトイフェルスバックオーフェン峡谷があり、ヘッティンゲンの近くにはフネン教会がある。

### 隣接する市町村
ヘッティンゲンは、北はプラインフェルト、東はエッテンシュタット、南はヴァイセンブルク・イン・バイエルン、西はエリンゲンと境を接している。

### 自治体の構成
自治体ヘッティンゲンは7つのゲマインデタイル（小地区）で構成されている。
- フィーゲンシュタル
- ゲッパースドルフ
- ヘッティンゲン
- オーベルンドルフ
- オットマールスフェルト
- ライザハ
- ヴァイボルツハウゼン

## 歴史

### 自治体の形成まで
ヘッティンゲンの最初の文献記録は1253年になされており、この集落は周辺の村と同様に古い歴史を持つ。当時の地元の貴族はアルベルト・フォン・ヘッティンゲンであった。教会はヴァイボルツハウゼンの支教会であった。両者の分離は1482年7月12日になされ、洗礼盤、墓地、その他を備えた司祭が権利を有する教区が成立した。宗教改革は1528年にアンスバッハ辺境伯ゲオルク敬虔伯によってもたらされ、同じ年に教会は司牧権を得た。1529年にヨハン・フーゲルが初めて福音主義の牧師となった。現在ミッテルフランケンに位置するこの村は、1500年からフランケン帝国クライスに属し1792年にプロイセンに併合されたアンスバッハ侯領に属していた。アンスバッハの一部であったヘッティンゲンはライン同盟規約（1806年）に従って交換でバイエルン王国領となった。バイエルンの行政改革に伴う市町村令により1818年に自治体が成立した。

### 20世紀
バイエルン州の地域再編に伴い、1978年5月1日にフィーゲンシュタルと廃止された町村ヴァイボルツハウゼンの大部分がヘッティンゲンに合併した。1969年から1982年に耕地整理が行われた。

## 住民

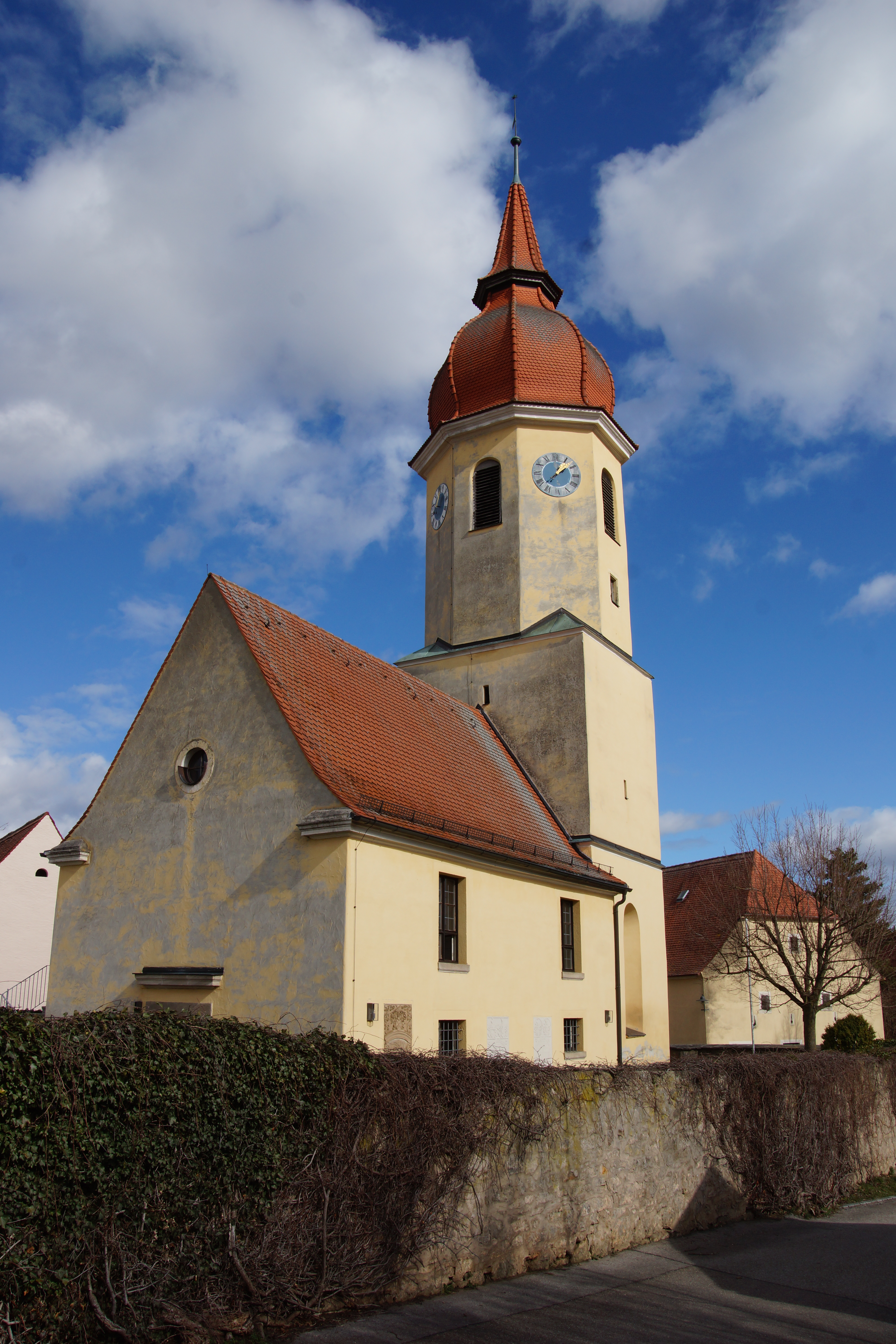
ヘッティンゲン聖ヨハニス教会

### 人口推移
- 1961年: 0882人[4]
- 1970年: 0935人[4]
- 1987年: 1032人
- 1991年: 1092人
- 1995年: 1123人
- 2000年: 1219人
- 2005年: 1243人
- 2010年: 1172人
- 2015年: 1148人

## 行政
この町は、エリンゲン行政共同体を構成する自治体の一つである。

### 議会
ヘッティンゲンの町議会は12議席からなる。

### 首長
2013年5月2日に、当時郡内で最高齢の首長であったヴェルナー・グリュンヴェーデルが72歳で亡くなった。2013年8月11日の町長選挙決選投票でハンス・ザイボルト (Freie Wählergemeinschaft Fiegenstall) が 54.2 % の票を獲得して対立候補のアントン・ミュラーに勝利した。

### 紋章
図柄: 湾曲した銀の三角図形。その中に両端まで届く黒い十字があり、その中に金の十字が描かれている。金の十字の先端はそれぞれフルール・ド・リスとなっている。三角図形の先端から左右に分割された向かって左側は赤地に銀の司教杖、向かって右は青地で兜飾り（クレスト）として金の雌ジカの胴体がついた銀の四角いグレートヘルムが描かれている。
この紋章は1985年に認可を受けた。
紋章の由来: 自治体ヘッティンゲンは、1978年にそれまで独立した自治体であったフィーゲンシュタル、ヘッティンゲン、ヴァイボルツハウゼンが合併して成立した。この紋章は、これら3つの集落の歴史に基づいている。黒い十字はヘッティンゲンで、1492年にヘッティンゲンに最初の所領を得て以来のドイツ騎士団の統治を示唆している。司教杖はアイヒシュテット司教領であったフィーゲンシュタルを表している。兜と兜飾りはハウゼン領主家の紋章である。ヴァイボルツハウゼンの教会には1427年に断絶したハウゼン家の紋章が刻まれた墓石がある。

## 経済と社会資本
1945年までヘッティンゲンは純粋な農村であった。農業は現在も重要な産業であるが、急速に衰退しつつある。
2020年の町の税収は約113万ユーロで、このうち35万2千ユーロが産業税の収入である。
公的統計によれば、2020年には農林業に9人、製造業に38人の社会保険支払い義務のある就労者が働いていた。商業および交通業分野に職場はいなかった。この町に住む社会保険支払い義務のある就労者は合計482人であった。2016年には32軒の農家があり、農業用地は1968ヘクタールで、このうち434ヘクタールが牧草地などの緑地であった。

### 交通
ヘッティンゲンは、ドイツ・リーメス遊歩道の一部であるリーメス遊歩道に面している。

### 教育
- 幼稚園が1園あり、2021年現在、定員72人に対して65人の幼児が在籍している[14]。
- エリンゲン基礎課程・中等学校[15]
- モンテッソーリ＝シューレ・ヴァイボルツハウゼン[15]

## 関連図書
- Johann Kaspar Bundschuh (1800). “Hettingen”. Geographisches Statistisch-Topographisches Lexikon von Franken. Band 2: El–H. Ulm: Verlag der Stettinischen Buchhandlung. p. 646 2022年4月24日閲覧。
- Gottfried Stieber (1761). “Höttingen”. Historische und topographische Nachricht von dem Fürstenthum Brandenburg-Onolzbach. Schwabach: Johann Jacob Enderes. pp. 488–490